# Ларьковка (река)
Ларьковка — река в России, протекает по Серовскому району Свердловской области. Устье реки находится в 7,4 км по левому берегу реки Оньта. Длина реки составляет 11 км.
Система водного объекта: Оньта → Большая Волчанка → Сосьва → Тавда → Тобол → Иртыш → Обь → Карское море.

## Данные водного реестра
По данным государственного водного реестра России относится к Иртышскому бассейновому округу, водохозяйственный участок реки — Сосьва от истока до водомерного поста у деревни Морозково, речной подбассейн реки — Тобол. Речной бассейн реки — Иртыш.
Код объекта в государственном водном реестре — 14010502412111200010165.